# 存活曲線

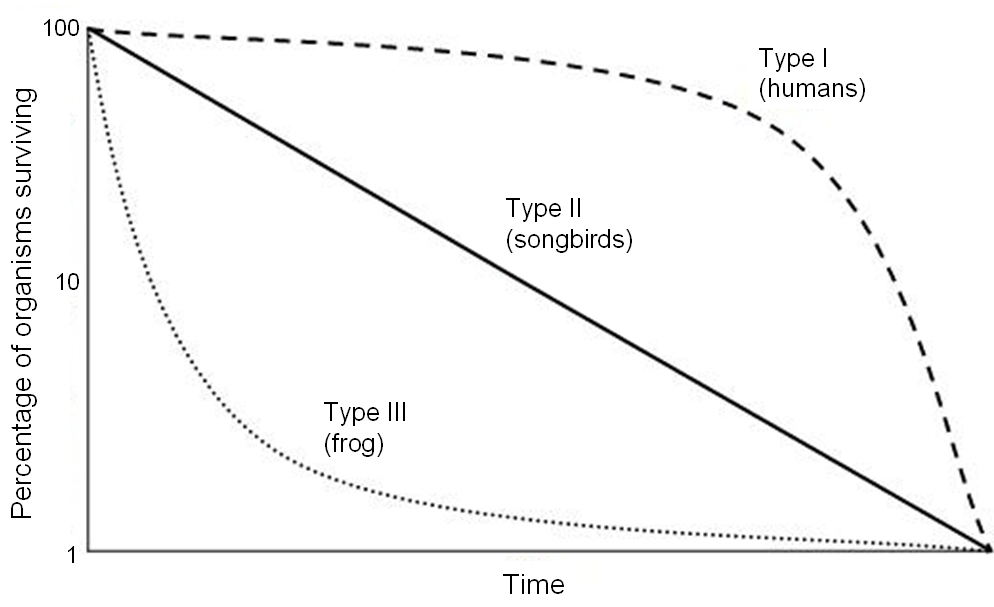
存活曲線

存活曲線（survivorship curve），由美國生物學家雷蒙·普爾在1928年提出，為生態學依照物種的個體從幼體到老年所能存活的比率，所做出的統計曲線。簡單來說，族群存活曲線代表著族群在不同階段的生存適應狀況，可分為3種基本類型：
- Type I 屬於凸型：是用以描述這類生物大部分的死亡，是發生在這類生物最大生命期的階段。換句話說，就是這些生物在幼兒時期較不容易死亡，成年後的種內競爭則較為激烈。譬如人類或是具有完善育幼行為的生物都屬於此類。

- Type II 屬於直線型：是描述這類生物的死亡率無論在何種年紀，都維持一定的比率。可能具有一定照顧子代的行為，但仍不及 Type I 完善，如海鷗、水螅、松鼠等。

- Type III 屬於凹型：是描述生物在幼年時期的死亡率會很高，但是如果其年齡或是體型達到某一階段或是程度，其死亡率就會下降許多，成年後的種內競爭則較不明顯。許多會產下許多後代、生殖策略是以量取勝的生物，像是大部分的魚類都是此類[1]。